# Buttersäuregärung
Buttersäuregärung ist der mikrobielle Abbau von organischen Stoffen, hauptsächlich Kohlenhydraten, zu Buttersäure (Butyrat), elementarem Wasserstoff (H2) und Kohlenstoffdioxid (CO2), und in geringeren Mengen zu Essigsäure (Acetat) und Ethanol. Sie dient den Buttersäuregärern als Energiequelle.

## Vorkommen
Die Buttersäuregärung wird von grampositiven, anaeroben Endosporenbildnern der Gattung Clostridium durchgeführt. Dabei sind die Buttersäuregärer neutrophil bis alkaliphil und wachsen unter strikt anaeroben Bedingungen. Sie kommen beispielsweise im Pansen von Wiederkäuern, in Gewässersedimenten oder im Boden vor. Man unterscheidet nach der Herkunft des zu vergärenden Substrates. Es können Kohlenhydrate, wie zum Beispiel Stärke, Cellulose, Zucker, von so genannten saccharolytischen Buttersäuregärern vergärt werden. Peptolytische Vergärer verwenden Aminosäuren, Peptide oder Nukleinbasen.
Ähnliche Gärwege beschreiten auch asporogene Vertreter der Gattungen Eubacterium, Sarcina, Ruminococcus, Peptococcus, Acidaminococcus oder Sporomusa.

## Biochemie

Übersichtsschema der Buttersäuregärung. Ausgehend von Pyruvat wird hauptsächlich Butyrat gebildet, in geringeren Mengen auch Acetat und Ethanol. Dieser Sachverhalt wurde in der Graphik berücksichtigt. Durch Prozesse der Glykolyse werden Reduktionsäquivalente in Form von NADH generiert. Diese werden in den verschiedenen Zweigen der Buttersäuregärung wieder reoxidiert.

Saccharolytische Buttersäuregärer bauen Zucker, wie beispielsweise Glucose, im Zuge der Glykolyse zu Pyruvat ab. Dabei entstehen je zwei Moleküle ATP und NADH. Pyruvat wird dann durch die Pyruvat-Ferredoxin-Oxidoreduktase unter Abspaltung von CO2 und Einbau von Coenzym A (CoA) zu Acetyl-CoA oxidativ decarboxyliert. Im Gegensatz zu der analogen Reaktion, die von der Pyruvatdehydrogenase katalysiert wird, werden die Elektronen jedoch auf Ferredoxine übertragen. Durch eine Hydrogenase wird reduziertes Ferredoxin (Fdred) unter Bildung von elementarem Wasserstoff (H2) reoxidiert (Fdox).
Acetyl-CoA kann entweder über Acetaldehyd zu Ethanol unter Verbrauch von zwei Molekülen
NADH reduziert werden. Alternativ erfolgt eine Umesterung von Acetyl-CoA mit anorganischem Phosphat, wodurch Acetylphosphat gebildet wird. Die energiereiche Anhydridbindung wird zur Bildung von ATP genutzt, indem der Phosphatrest auf ADP übertragen wird. Im Zuge dieser Substratkettenphosphorylierung entsteht Acetat.
In Clostridien wird Acetyl-CoA hauptsächlich über einen dritten Stoffwechselweg weiter umgesetzt: Acetyl-CoA kondensiert mit einem weiteren Molekül Acetyl-CoA zu Acetacetyl-CoA, was eine Thiolase katalysiert. Dieses wird durch zwei Reduktionsschritte und Wasserabspaltung über 3-Hydroxybutyryl-CoA und Crotonyl-CoA zu Butyryl-CoA reduziert. Die Energie der energiereichen Thioesterbindung von Butyryl-CoA wird erhalten durch Umesterung mittels anorganischem Phosphat, wodurch Butyrylphosphat entsteht. Im letzten Schritt katalysiert eine Butyrat-Kinase die Bildung von ATP und Butyrat, dem Anion der Buttersäure. Nach letzterem wurde die Gärung benannt.

## Bilanz
Unter der Annahme, dass Glucose vollständig zu Buttersäure vergoren wird, werden 247 kJ/mol unter Standardbedingungen freigesetzt. Dies erlaubt zum Beispiel bei Clostridium pasteurianum die Bildung von drei Molekülen ATP:
{\displaystyle \mathrm {Glucose+3\ ADP+3\ P_{i}\longrightarrow Butyrat+2\ CO_{2}+2\ H_{2}+3\ ATP} }
Es werden aber auch immer geringe Mengen an Acetat und Ethanol gebildet.

## Lösungsmittelgärung
Im Laufe der Buttersäuregärung wird das Milieu durch anfallende Säuren (Essigsäure, Buttersäure) angesäuert. Einige Vertreter der Clostridien wechseln bei fallendem pH-Wert auf eine so genannte Lösungsmittelgärung bzw. Butanolgärung. Bei dieser werden anstatt Säuren neutrale Gärprodukte, wie Butanol, Aceton und 2-Propanol, gebildet. Diese säuern die Umgebung nicht mehr an. Die Gärung verdankt ihren Namen dem Umstand, dass diese Gärprodukte in der chemischen Industrie als Lösungsmittel verwendet werden.
Am besten sind die biochemischen Prozesse bei Clostridium acetobutylicum untersucht. Dieser wechselt rasch von der Buttersäure- zur Lösungsmittelgärung. Hierbei wird das bei der Buttersäuregärung gebildete Butyrat zurück zu Butyryl-CoA umgesetzt. Durch zwei Dehydrogenasen wird dieses schließlich zu Butanol reduziert. Acetyl-CoA wird in Acetacetat überführt, welches eine Decarboxylase zu Aceton decarboxyliert. Aceton selbst kann durch eine 2-Propanol-Dehydrogenase schließlich zu 2-Propanol reduziert werden. Dies findet beispielsweise bei Clostridium butyricum statt.
Die Lösungsmittelgärung war in den 1930er bis 1960er Jahren von ökonomischen Interesse, da aus einfachen Polysacchariden Lösungsmittel hergestellt werden konnten. Jedoch sind die Produktionsmengen auf diesem Wege limitiert.